# Маніхі
Манігі (фр. Manihi) або Паеуа — кораловий атол на архіпелазі Туамоту, що є частиною Французької Полінезії. Це одна з найпівнічніших туамотів, розташована в підгрупі Кінг-Джордж. Населення — 650 мешканців (перепис 2017 року).

## Географія

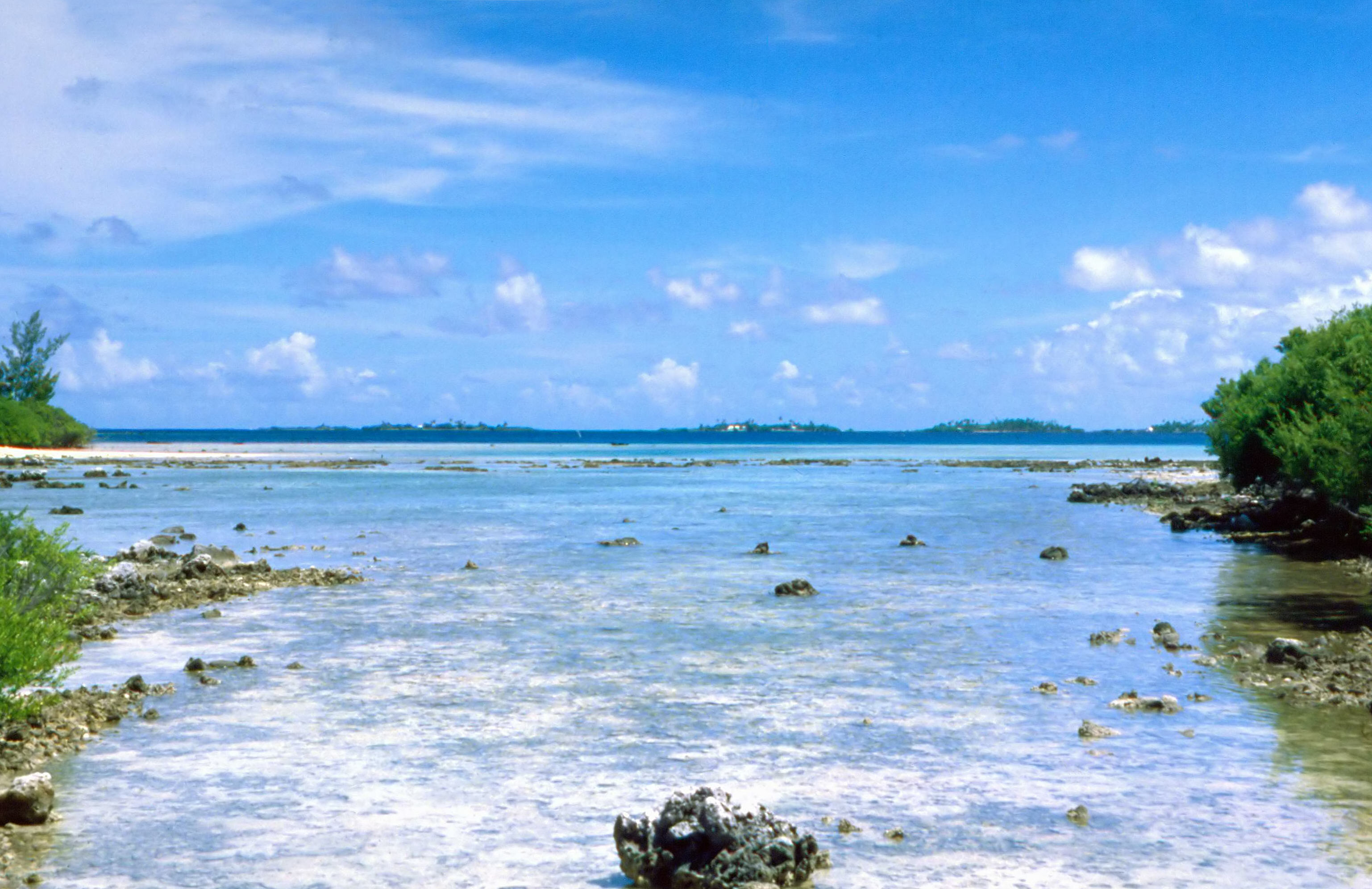
Вид на лагуну.

Манігі — відносно великий витягнутий атол. Його овальна лагуна має розміри 27 км завдовжки і 8 км завширшки та оточений незліченними острівцями. Лагуна добре відома серед любителів підводного плавання своєю красивою та різноманітною морською фауною, включаючи, серед інших видів, манту.
У лагуну, розташовану поблизу південного краю атолу, можна потрапити лише через один прохід. Він відомий як Passe de Tairapa.
Головне село — Паеуа. Інше важливе село, Туріпаоа (фр. Turipaoa), розташоване у південно-західній частині атолу, де проживає близько 400 мешканців. Кілька островів населені від окремих особин до 400.
Найближчою землею до Манігі є атол Ахе, розташований 14 км на захід.

## Демографія
У 2017 році загальна чисельність населення Манігі становить 650 осіб .

## Історія
На Манігі є дві стародавні полінезійські церемоніальні платформи, побудовані з блоків коралів (marae на туамотуанському). Першими зареєстрованими європейцями, які прибули до Манігі, були голландські дослідники Якоб Лемер і Віллем Схаутен під час їхньої тихоокеанської подорожі 1615—1616 років. Вони назвали цей атол «острів Вотерленд». Британський дослідник Джон Байрон, який досяг Манігі в червні 1765 року, назвав атол «Остров Принца Уельського».

## Економіка
Сьогодні на атолі Манігі розташована велика кількість перлинних ферм, а також перша у Французькій Полінезії ферма з виробництва чорного перлу.
На Манігі був п'ятизірковий курорт, який називався Pearl Beach Manihi resort, у якому є бунгало над водою в лагуні. Цей курорт закрився наприкінці 2012 року.
На атолі є один аеродром, урочисто відкритий у 1994 році: аеропорт Манігі. Він розташований недалеко від Туріпаоа і обслуговується місцевою авіакомпанією Air Tahiti.

## Адміністрація

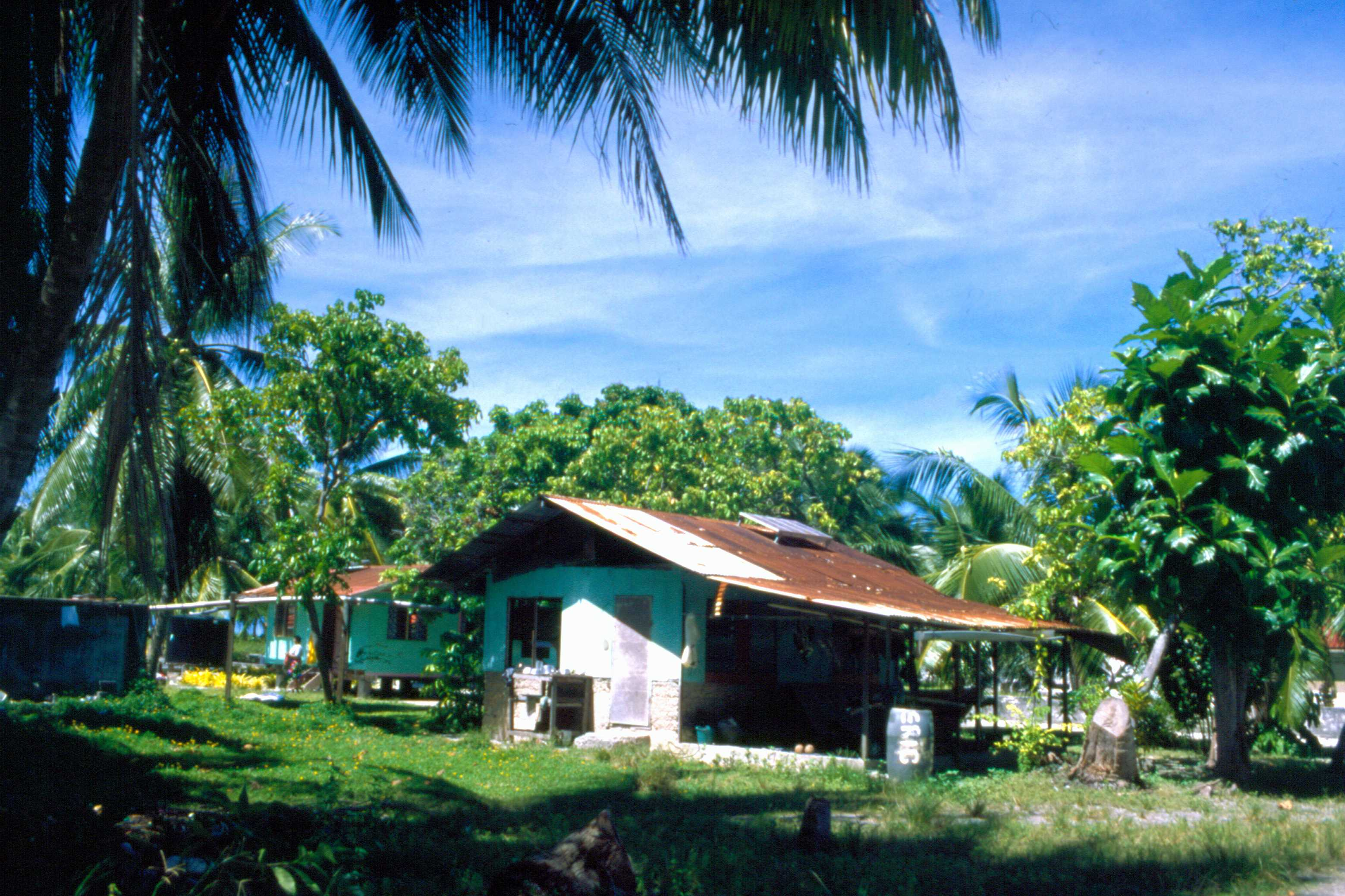
Село Туріпаоа.

Комуна Манігі складається з островів Манігі та Аге, які є асоційованими комунами. Місцем розташування комуни є село Паеуа. Чинним мером комуни є Джон Дроллет.

## Флора та фауна
На атолі є ендемічна популяція очеретянки довгодзьобої та тілопо атолового.